# St. James Infirmary Blues
A St. James Infirmary című dal eredetileg egy amerikai népdal. A szerzői jogot Joe Primrose (Irving Mills álneve) és Don Redman számára biztosították 1927-ben.
A St. James Infirmary szövege egy hagyományos, 18. századi brit népdalon alapul: amelyet már 1790-ben énekeltek Dublinban. A dal egy katonáról szól, aki prostituáltakhoz jár, és valami nemi betegség következtében hal meg. A dal Amerikában idővel megváltozott, mert a szerencsejáték-függőség és az alkoholizmus vált a fiatal férfiak halálának fő okává.
A dal átalakult a Streets of Laredo című dallá, de a Gambler's Blues is ebből eredeztethető, amelyet Phil Baxter adott ki 1926-ban.
A Gambler's Blues megjelent Carl Sandberg dalgyűjteményében (1927), ahol szövegében nagymértékben megegyezik a St. James Infirmary-vel. Az Alan Lomax által rögzített St. James Hospital lírailag közelebb áll a népdalokhoz, de közel áll a Gambler's Blues dallamához is. A Whitey Kaufman Original Pennsylvania Serenaders című kiadványának Charleston Cabin című hangszeres felvétele 1924-ből származik, és első harmadában ott van a St. James Infirmary Blues alapdallama.
A dal címe a londoni St. James Kórháztól származhat, amely egy egyházi alapítvány volt, és leprásokat kezelt. A kórházat már 1532-ben bezárták. VIII. Henrik a helyére a Szent Jakab-palotát (St. James's Palace) építtette.
Louis Armstrong előadása nyomán a dal dzsessz-sztenderd lett.

## Híres felvételek
- Cab Calloway
- Rhiannon Giddens
- Rhiannon Giddens & Tom Jones
- Cassandra Wilson
- Katie Smith &  the Corvallis-OSU Symphony Orchestra
- Hugh Laurie
- Arlo Guthrie
- Jon Batiste
- Joe Cocker
- Old Fish Jazz Band
- Allen Toussaint
- Count Basie + Dizzy Gillespie + Mickey Roker + Ray Brown
- The Heavyweights Brass Band
- Black Sheep Ensemble (Grammy-díj for Best American Roots Performance)
- Dee Dee Bridgewater
- Dave Van Ronk
- Preservation Hall Jazz Band
- Evan Christopher
- Red Garland (zongora)
- Joe Watkins
- Joe Cocker
- Angela Brown
- The White Stripes
- Brian Reitzell
- Pete Fountain
- The Doors
- The Hot Sardines
- Peter Schneider
- Van Morrison
- Sasha Masakowski & The Sidewalk Strutters
- Cosimo and the Hot Coals
- The Speakeasies' Swing Band!
- The Stimulators

## Filmek
- Rajzfilm, Cab Calloway[2]